# ラプラタ大聖堂

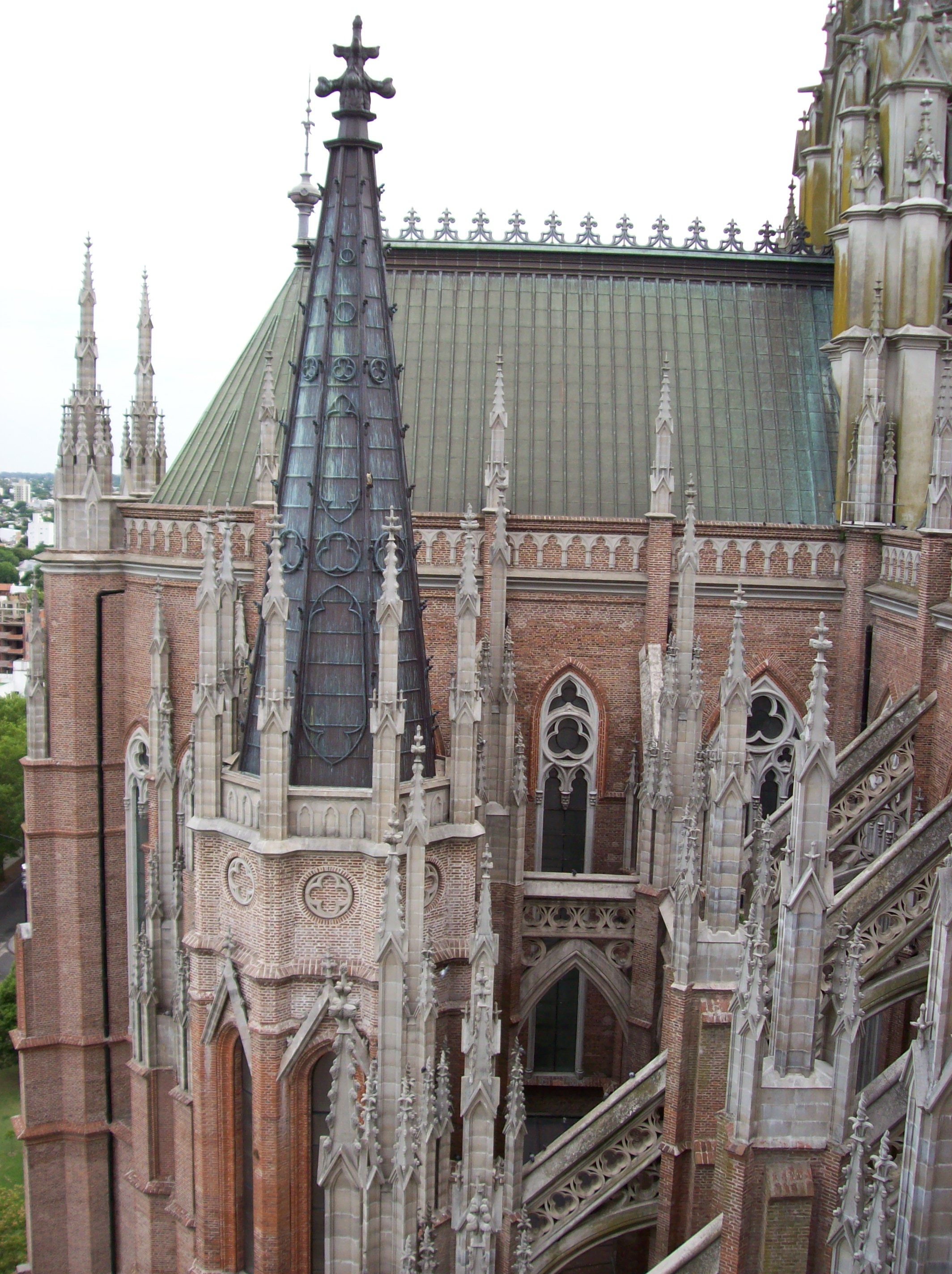
控え壁からの景観

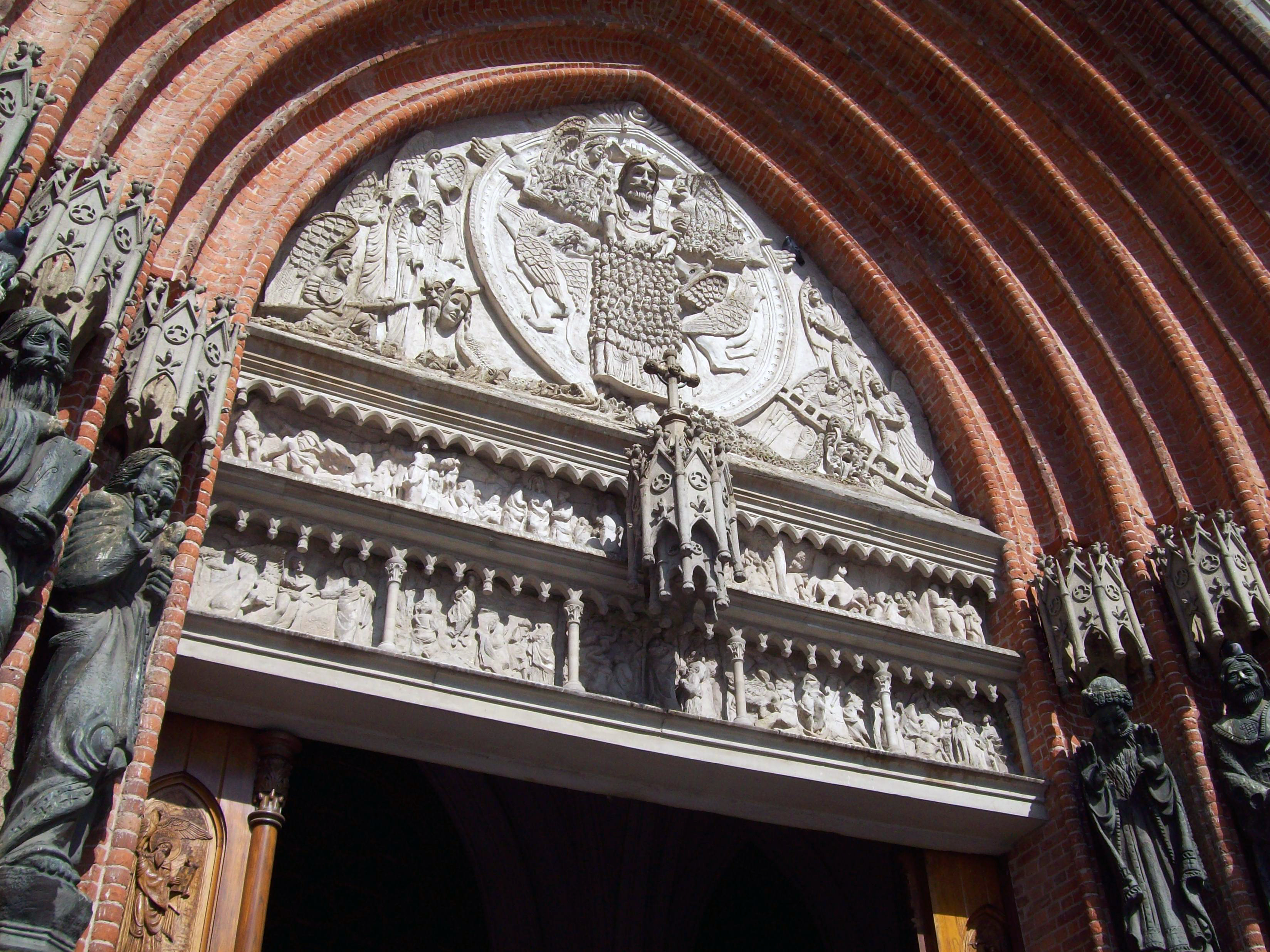
1998年の改修時に付加された装飾

ラプラタ大聖堂（西:Catedral de La Plata）とは、アルゼンチン共和国ブエノスアイレス州ラプラタにあり、ラテンアメリカ有数の大きさを誇るローマ・カトリックの大聖堂である。無原罪の御宿りに献ぜられており、このゴシック・リヴァイヴァル建築様式の建物は市の地理的中心であるモレノ広場やラプラタ市庁舎に面している。

## 歴史
ヨーロッパの大聖堂、例えばアミアンのノートルダム大聖堂やケルン大聖堂等に感化され、この大聖堂の建設計画はペドロ・ブノワの下、エルネスト・メイエルによって描かれた。建設は1884年から始まり、1902年に無原罪の御宿りの下に祝別された。大聖堂は未完成であったが、1932年11月19日にはラプラタ市50周年記念の厳粛なミサが行われた。その後も工事は続き、1999年に完成した。

## 修復および完成

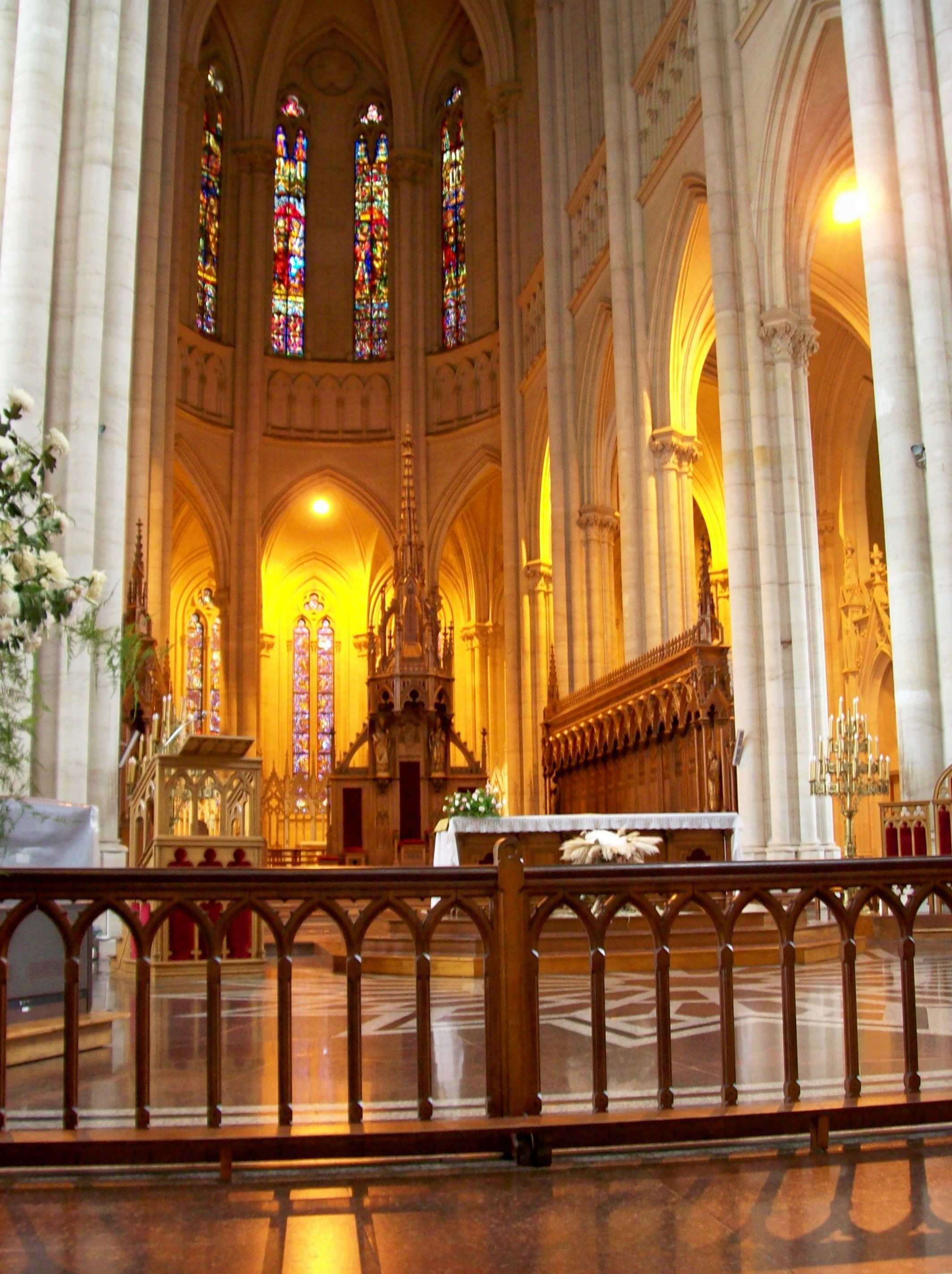
祭壇

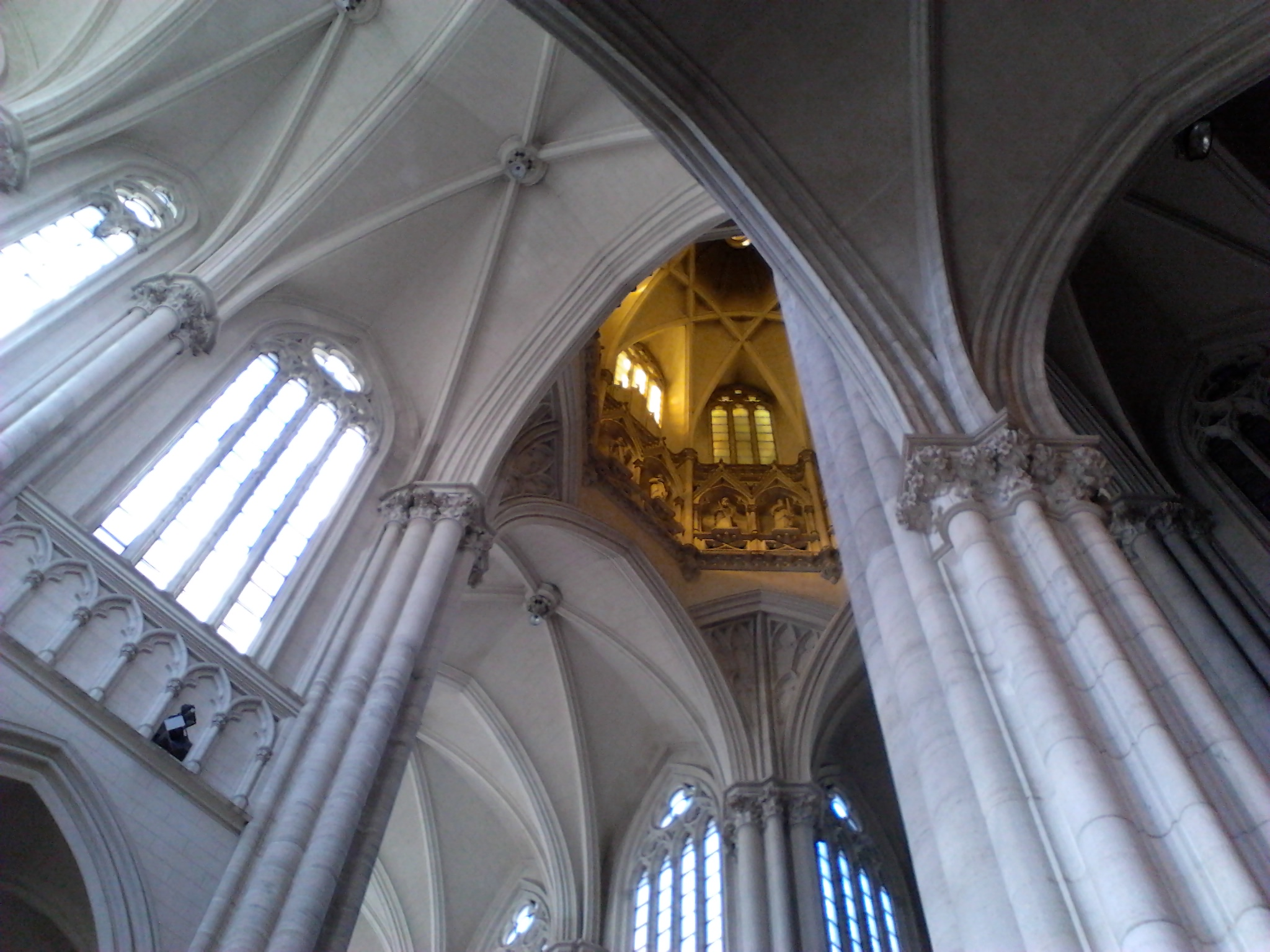
天井と教会中央の丸屋根

1930年代、基金が不足するおそれがあり、労働者は建設に否定的になった。尖塔の工事は終らず、尖塔の外側のレンガは装飾されなかった。その後1990年代半ば、修復および完成の計画が持ち上がった。詳細は以下の通りである。
- 基礎の強化[3]
- 劣化したレンガと継手をひっくり返す
- 二つの尖塔と六つのタレット、200の小尖塔、800の方尖塔の完成
- 25の鐘を有するカリヨンの設置

一旦レンガが修復されると装飾は外された。レンガの外観を有する建物はしたがって、スウェーデンのウプサラ大聖堂やデンマークのロスキレ大聖堂等、北欧によく見られるブリック・ゴシック建築のようにも場所によっては見えるようになった。そして改装は2000年から始まった。
高さは最大で367フィート (112 m)に及び、現在南北アメリカ合わせて四番目に高い教会となっている。